# Castelvetere sul Calore
Castelvetere sul Calore ist eine italienische Gemeinde mit 1481 Einwohnern (Stand 31. Dezember 2023) in der Provinz Avellino in der Region Kampanien. Der Ort ist Teil der Bergkommune Comunità Montana Terminio Cervialto.

## Geografie
Der Ort liegt am Fluss Calore Irpino. Die Nachbargemeinden sind Chiusano di San Domenico, Montemarano, Paternopoli, San Mango sul Calore und Volturara Irpina. Die weiteren Ortsteile sind Campoloprisi, Cipollara, Santa Lucia, Tremauriello und Vioni.

## Verkehr
Der Haltepunkt Castelvetere liegt weit nordöstlich des Ortes an der im Personenverkehr nicht mehr bedienten Bahnstrecke Avellino–Rocchetta Sant’Antonio.